# 波尔·阿马特
波尔·阿马特（西班牙語：Pol Amat，1978年6月18日—），西班牙男子曲棍球运动员。他曾代表西班牙参加1996年、2000年、2004年、2008年和2012年夏季奥林匹克运动会曲棍球比赛，共获得二枚银牌。

## 家庭
父亲弗朗西斯科·阿马特。伯父佩德罗·阿马特、海梅·阿马特，叔父胡安·阿马特。叔父海梅·埃斯库德、伊格纳西奥·埃斯库德、哈维尔·埃斯库德。
堂兄豪梅·阿马特。表弟桑蒂·弗雷克萨。